# Alexandre-Évariste Fragonard
Pour les articles homonymes, voir Fragonard.
Alexandre-Évariste Fragonard, né le 26 octobre 1780 à Grasse et mort le 11 novembre 1850 à Paris, est un peintre et sculpteur français de style troubadour.

## Biographie
Né en octobre 1780 à Grasse, Alexandre-Évariste étudie auprès de son père Jean-Honoré Fragonard (1732-1806) et de Jacques-Louis David (1748-1825).
Il doit à son père l’art de rendre les compositions piquantes et une grande facilité. Il se perfectionne sous la direction de Jacques-Louis David qui dit de lui : « Il y a de l’huile dans cette lampe »[réf. nécessaire], et se distingue à la fois dans la peinture et la sculpture.
Comme peintre, il a composé :
- François Ier armé chevalier, Paris, musée du Louvre ;
- François Ier recevant le Primatice, plafond, Paris, palais du Louvre ;
- Bourgeois de Calais, localisation inconnue[réf. nécessaire] ;
- Jeanne au sacre de Charles VII, dessin d'un modèle à réaliser pour une statuette en biscuit à Sèvres, 1820, localisation inconnue[2] ;
- Le Tasse lisant la Jérusalem délivrée, localisation inconnue[réf. nécessaire] ;
- les dessins de la série de papier peint Les Mois pour Joseph Dufour, Octobre[3], Novembre[4], Juin[5], Septembre[6], Décembre[7], Paris, musée des Arts décoratifs[8].
- Un autoportrait dans son atelier, gouache sur papier, Paris, musée des Arts décoratifs.

Comme sculpteur, on lui doit l'ancien fronton du palais Bourbon à Paris (remplacé sous la monarchie de Juillet), le Monument à Pichegru en 1829 à Besançon (œuvre détruite), ainsi que la fontaine du Marché-aux-Carmes en 1830, installée aujourd'hui square Gabriel-Pierné à Paris.
Mort le 11 novembre 1850 à Paris, il est inhumé dans la même ville au cimetière de Montmartre (21e division).

## Œuvres dans les collections publiques
| Tableau | Titre                                                                                                | Date               | Dimensions     | Notes                                                                          | Lieu de conservation                                                          |
| ------- | --- | ------------------ | -------------- | ------------------------------------------------------------------------------ | ----------------------------------------------------------------------------- |
|         | |                    |                |                                                                                |                                                                               |
|         | Le Serment de Brutus ou La Mort de Lucrèce                                                           | vers 1797          |                |                                                                                | Grasse, villa Fragonard                                                       |
|         | Vivant Denon replaçant dans leur tombeau les restes du Cid et de Chimène                             | 1809               | 39,5 × 31,5 cm |                                                                                | Saint-Quentin, musée Antoine-Lécuyer                                          |
|         | Portrait de Mademoiselle Mars                                                                        | vers 1810-1815     | 32 × 24 cm     |                                                                                | Paris, Comédie-Française                                                      |
|         | François Ier armé chevalier par Bayard (esquisse)                                                    | 1819               | 23 × 23 cm     |                                                                                | Quimper, musée des Beaux-Arts                                                 |
|         | François Ier armé chevalier par Bayard                                                               | 1819               | 392 × 488 cm   |                                                                                | Paris, musée du Louvre                                                        |
|         | Raphaël rectifiant la pose de son modèle                                                             | vers 1820          | 140 × 87,5 cm  |                                                                                | Grasse, villa Fragonard                                                       |
|         | Bradamante sur la tombe de Merlin                                                                    | vers 1820          |                |                                                                                | Atlanta, High Museum of Art                                                   |
|         | Portrait présumé de l'architecte Auguste Constantin                                                  | vers 1820          | 19 × 16 cm     |                                                                                | Paris, musée Carnavalet                                                       |
|         | Jeanne d'Arc sur le bûcher                                                                           | vers 1822          |                |                                                                                | Rouen, musée des Beaux-Arts                                                   |
|         | L’entrée de Jeanne d’Arc dans Orléans                                                                | Salon de 1822      | 485 × 320 cm   | huile sur toile (probablement disparue dans l’incendie du musée en juin 1940). | musée des Beaux-Arts d'Orléans                                                |
|         | François Ier dans l'atelier de Cellini                                                               | vers 1820-1830     | 65,5 × 81,5 cm |                                                                                | Montréal, Musée des beaux-arts                                                |
|         | Marie-Thérèse présentant son fils aux Hongrois                                                       | 1822               | 169 × 252 cm   |                                                                                | Grasse, musée Fragonard                                                       |
|         | La Reine Blanche délivrant les prisonniers de Chatenay                                               | 1824               |                |                                                                                | Blois, cathédrale Saint-Louis                                                 |
|         | La Leçon d'Henri IV                                                                                  | 1824               | 50,5 × 42,5 cm |                                                                                | Pau, château de Pau                                                           |
|         | Les derniers Moments du duc de Berry                                                                 | 1824               | 53,5 × 65 cm   |                                                                                | Bayonne, musée Bonnat-Helleu                                                  |
|         | Jean Hennuyer, évêque de Lisieux prenant sous sa protection les huguenots réfugiés dans son temple   | 1827               | 420 × 550 cm   |                                                                                | Saint-Étienne, musée d'Art moderne et contemporain de Saint-Étienne Métropole |
|         | François Ier accompagné de sa sœur, reçoit les tableaux rapportés d'Italie par Primatice (esquisse)  | 1827               | 23 × 23 cm     |                                                                                | Paris, musée du Louvre                                                        |
|         | François Ier accompagné de sa sœur, reçoit les tableaux rapportés d'Italie par Primatice             | 1827               | 269 × 286 cm   |                                                                                | Paris, musée du Louvre                                                        |
|         | François Ier accompagné de sa sœur, reçoit les tableaux rapportés d'Italie par Primatice (réduction) | vers 1827          | 54 × 63 cm     |                                                                                | Morez, musée de la Lunette                                                    |
|         | Fontaine du Marché-aux-Carmes                                                                        | 1830               |                |                                                                                | Paris, square Gabriel-Pierné                                                  |
|         | Don Juan et la statue du Commandeur                                                                  | vers 1830-1835     |                |                                                                                | Strasbourg, musée des Arts décoratifs                                         |
|         | Les Adieux de Charles Ier d'Angleterre                                                               | vers 1830          | 76 × 98 cm     |                                                                                | Toulouse, musée des Augustins                                                 |
|         | Don Juan, Zerlina et Donna Elvira                                                                    | vers 1830          | 100 × 81 cm    |                                                                                | Clermont-Ferrand, musée d'Art Roger-Quilliot                                  |
|         | Mirabeau répondant à Dreux-Brézé                                                                     | vers 1830          | 71 × 104 cm    |                                                                                | Paris, musée du Louvre                                                        |
|         | Les Enfants d'Édouard                                                                                | vers 1830          | 45,5 × 37,5 cm |                                                                                | Versailles, musée Lambinet                                                    |
|         | Boissy d'Anglas saluant la tête du député Féraud (esquisse)                                          | 1831               | 71 × 104 cm    |                                                                                | Paris, musée du Louvre                                                        |
|         | La Bataille de Marignan (esquisse)                                                                   | vers 1836          | 49,4 × 74,5 cm |                                                                                | Versailles, musée de l'Histoire de France                                     |
|         | Bataille de Marignan, 14 septembre 1515                                                              | 1836               | 465 × 543 cm   |                                                                                | Versailles, musée de l'Histoire de France                                     |
|         | Pierre du Terrail, seigneur de Bayard                                                                | 1836               | 216 × 140 cm   |                                                                                | Versailles, musée de l'Histoire de France                                     |
|         | Scène du massacre de la Saint-Barthélemy                                                             | 1836               | 179 × 133 cm   |                                                                                | Paris, musée du Louvre                                                        |
|         | L'Assomption de la Vierge                                                                            | 1837               | 228 × 154 cm   |                                                                                | Vannes, hôtel de ville                                                        |
|         | François Ier armé chevalier par Bayard                                                               | 1837               | 85,5 × 116 cm  |                                                                                | Versailles, musée de l'Histoire de France                                     |
|         | Le Siège de Ptolémaïs                                                                                | 1838               | 70 × 114 cm    |                                                                                | Versailles, musée de l'Histoire de France                                     |
|         | Les Funérailles de Masaniello                                                                        | 1842               |                |                                                                                | Grasse, villa Fragonard                                                       |
|         | Énée voulant immoler Hélène                                                                          | 1849               | 228 × 179 cm   |                                                                                | Valence, musée d'Art et d'Archéologie                                         |
|         | La Lecture de la sentence de condamnation des Templiers                                              |                    | 39 × 57,5 cm   |                                                                                | Dijon, musée Magnin                                                           |
|         | Femmes en pleurs                                                                                     |                    | 73,4 × 60,4 cm |                                                                                | Clamecy, musée d'Art et d'Histoire Romain-Rolland                             |
|         | Scène médiévale avec des moines dans une crypte                                                      |                    | 72,7 × 91,1 cm |                                                                                | New York, Metropolitan Museum of Art                                          |
|         | Diane de Poitiers dans l'atelier de Jean Goujon                                                      |                    | 64 × 81 cm     |                                                                                | Paris, musée du Louvre                                                        |
|         | Louis XVIII distribuant les récompenses à l'occasion de l'Exposition de 1819                         |                    | 30 × 185 cm    |                                                                                | Sèvres, musée national de Céramique                                           |
|         | Saladin à Jérusalem                                                                                  | entre 1830 et 1850 |                |                                                                                | Quimper, musée des Beaux-Arts                                                 |
|         | Léonidas                                                                                             |                    |                |                                                                                | Sens, musée de Sens                                                           |
|         | La Mort de Saint Louis                                                                               |                    | 220 × 175 cm   |                                                                                | Paris, église Saint-Étienne-du-Mont                                           |
|         | Guerrier assis                                                                                       |                    | 41 × 32,5 cm   |                                                                                | Tours, musée des Beaux-Arts                                                   |
|         | Les Emmurés                                                                                          |                    | 49 × 36 cm     | aquarelle                                                                      | Paris, département des arts graphiques du musée du Louvre                     |

## Expositions
- Alexandre-Évariste Fragonard, une collection grassoise, Grasse, villa Fragonard, du 1er juillet au 1er octobre 2017.
- Alexandre-Évariste Fragonard, le fils prodige, Angoulême, musée d'Angoulême, du 18 septembre 2020 au 3 janvier 2021[15].

### Source
Cet article comprend des extraits du Dictionnaire Bouillet. Il est possible de supprimer cette indication, si le texte reflète le savoir actuel sur ce thème, si les sources sont citées, s'il satisfait aux exigences linguistiques actuelles et s'il ne contient pas de propos qui vont à l'encontre des règles de neutralité de Wikipédia.